# Nuncia townsendi
Nuncia townsendi is een hooiwagen uit de familie Triaenonychidae.